# Rodrigue Moundounga
Rodrigue Moundounga (Libreville, 28 de agosto de 1982) é um futebolista profissional gabonense que atua como defensor.

## Carreira
Rodrigue Moundounga fez parte do elenco da Seleção Gabonense de Futebol na Campeonato Africano das Nações de 2012.